# Olympische Jugend-Sommerspiele 2010/Teilnehmer (Marshallinseln)
| Gelbes Symbol für Goldmedaillen mit stilisierten Olympischen Ringen | Graues Symbol für Silbermedaillen mit stilisierten Olympischen Ringen | Braundes Symbol für Bronzemedaillen mit stilisierten Olympischen Ringen |
| ------------------------------------------------------------------- | --------------------------------------------------------------------- | ----------------------------------------------------------------------- |
| —                                                                   | —                                                                     | —                                                                       |

Die Jugend-Olympiamannschaft der Marshallinseln für die I. Olympischen Jugend-Sommerspiele vom 14. bis 26. August 2010 in Singapur bestand aus vier Athleten. Sie konnten keine Medaille gewinnen.

## Athleten nach Sportarten

### Gewichtheben
| Mädchen - Lomina Tibon Klasse bis 53 kg: 8. Platz | Jungen - Amon Shiro Klasse bis 56 kg: 11. Platz |

### Schwimmen
| Mädchen - Hagar Kabua 50 m Freistil: 57. Platz (Vorrunde) | Jungen - Giordan Harris 50 m Freistil: 41. Platz (Vorrunde) |